# Myrmecia vindex
Myrmecia vindex (лат.) — вид примитивных муравьёв Австралии.

## Распространение
Эти муравьи обычно встречаются в Западной Австралии, но также распространены в Южной Австралии. Они предпочитают жить в открытой, сухой лесной среде.

## Описание
Крупные муравьи (около 2 см). Длина рабочих 17—23 мм, самки 22—26 мм, самцы 15—18 мм. Голова, ноги, усики, стебелёк и грудь ржаво-красные (голова иногда темнее), брюшко чёрное или буровато-чёрное, остальные части тела (клипеус, лабрум, мандибулы) — жёлтые. Жвалы длинные многозубчатые. Глаза большие выпуклые, расположены в передней части головы рядом с основанием мандибул. Оцеллии развиты. Нижнечелюстные щупики 6-члениковые, нижнегубные щупики состоят из 4 сегментов. Стебелёк двучлениковый, состоит из петиоля и постпетиоля. Скапус усиков самцов короткий. Крылья с одной маргинальной, тремя субмаргинальными и двумя дискоидальными ячейками. Жало развито. Куколки крытые, в коконе.
Вид был впервые описан в 1858 году британским энтомологом Фредериком Смитом (Frederic Smith, 1805—1879), а валидный таксономический статус подтверждён входе родовой ревизии в 1951 году австралийским мирмекологом Джоном Кларком (John S. Clark, 1885—1956), Национальный музей Мельбурна).
Включён в состав видовой группы Myrmecia gulosa species group.